# أم كلخة
أم كلخة هي قرية فلسطينية صغيرة في منطقة الرملة. وقد أخليت من سكانها ومن خلال 1947-1948 في إطار عملية نحشون. كان يقع على بعد 12.5 كم من جنوب الرملة، وتقع على الضفاف الشمالية من وادي الصرار.

## القرية قبل الاحتلال
قرية أم كلخة التي تبعد عن الرملة 12 كيلومتر ونصف والتي يبلغ عدد سكانها وفقاً لعام 1945 60 شخص وكلهم من المسلمين، هي تقع على الطرف الشمالي لوادي الصرار وهو الوادي الذي تتجمع به مياه الأمطار القادمة من جبال القدس إلى البحر الأبيض المتوسط، ومن جنوب قرية أم كلخة يمر الشارع الذي يصل غزة بطريق الرملة، وكما وأن القرية كانت تصل سكة الحديد ما بين القدس والرملة. كانت منازل القرية قليلة ومصنوعة من الطين، لا أزقة في القرية. تميزت القرية بزراعة الحبوب وخصصوا 1119 دونماً للحبوب، كذلك خصصوا 21 دونماً للحمضيات والموز. يوجد بالقرب من القرية خربة أم كلخة، التي تحتوي على قبور منحوتة في الصخر وكهوف.

## احتلال القرية
احتلت القرية في تاريخ 7 نيسان عام 1948، أثناء عملية نحشون والتي على اثرها احتلت قرى قضاء القدس ومصادر أخرى تقول أن القرية احتلت أثناء عملية براك. وُثّق التهجير ضمن قوائم القرى المهجّرة في عام 1948.

## القرية اليوم
على أنقاض قرية أم كلخة، أنشئت مستعمرة يسودوت عام 1948. بعد النكبة، شُيّدت مستعمرة «يسودوت» (Yesodot) عام 1948 على أراضي القرية المهجورة .ولم يتبق من القرية سوى بعض الآثار مثل قبور وصخور خربة أم كلخة، بينما أصبحت الأرض مملوكة ومستغلة لأغراض المستعمرة.